# 4952 Кібесіґемаро
4952 Кібесіґемаро (4952 Kibeshigemaro) — астероїд головного поясу, відкритий 26 березня 1990 року.
Тіссеранів параметр щодо Юпітера — 3,129.